# Quando Ninguém Viu
Quando Ninguém Viu é o segundo trabalho do rapper brasileiro Dalsin, lançado em 2012 no formato de mixtape. Contém treze faixas, descritas a seguir.

## Faixas
1. Quando Ninguém Viu
2. Meus Demônios
3. Hiroshima
4. Transações
5. Fim de Semana
6. Liga Eu
7. Período de Mudança
8. Falta de Fé
9. Daquele Jeito
10. Presa Fácil
11. Sofá
12. Com Sua Ida
13. É Nossa Vez